# 磁山遺跡
磁山遺跡（じさんいせき）は、中国の新石器時代の磁山文化の代表的な遺構。現代からおよそ7300年前の遺跡で、河北省邯鄲市武安市磁山鎮磁山村の東南、洺河の北岸の台地上に位置する。面積は14万平方m近い。
遺跡は1972年に現地の水利工事中に発見された。1976年から1978年にかけて、3度にわたって発掘をおこなった。発掘面積は6000平方mに達し、文化層の厚さは1ないし2m、いくつかの穴は6から7mの深さに達する。出土文物は石器・陶器・骨器や動物の遺骨、貯蔵食糧など。発見された穀物は炭化したアワで、この発見により黄河流域で世界最古のアワの栽培がおこなわれたことが確認された。